# Bariatrie
La bariatrie est une branche de la médecine qui s'intéresse aux personnes obèses.

## Étymologie
Le terme « bariatrie » a été inventé entre 1965 et 1970. Il est formé du grec ancien βάρος báros (« poids ») et ιατρός, iatrós (« médecin »).